# Lispoteleia striata
Lispoteleia striata är en stekelart som beskrevs av Galloway 1984. Lispoteleia striata ingår i släktet Lispoteleia och familjen Scelionidae. Inga underarter finns listade i Catalogue of Life.